# 율현터널
율현터널(栗峴터널)은 서울특별시 강남구 수서평택고속선에 위치한 길이 50 km의 터널이다. 고속철도 수서역과 평택지제역 구간을 연결하며 수서평택고속선의 82%를 차지하는 터널이다. 현재 대한민국에서 가장 긴 터널로 터널 구간 내 동탄역이 위치하며 절연구간 3곳이 있으며, 세계에서 네 번째로 길다. 고트하르트 베이스 터널(스위스, 57km), 세이칸 터널(일본, 53.9km), 채널 터널(영국-프랑스, 50.5km)에 이어 세계에서 4번째로 길다. 고속철도 규격에 해당하는 터널로는 고트하르트 베이스 터널에 이어 두 번째로 길다. 동탄-수서 구간을 수도권 광역급행철도 A노선과 공용한다.

## 순위
| 터널                   | 운영주체                | 착공            | 개통            | 총 길이(km) | 최저구간(km)                  | 최저지점    | 건설비용                   | 공사인원(명) | 비고                       |
| ---------------------- | ----------------------- | --------------- | --------------- | ----------- | ----------------------------- | ----------- | -------------------------- | ------------ | -------------------------- |
| 고트하르트 베이스 터널 | 스위스 연방 철도        | 1999년 11월 4일 | 2016년 6월 1일  | 57.09       |                               |             | 95억 6000만 스위스 프랑    |              |                            |
| 세이칸 터널            | JR 홋카이도 - JR 동일본 | 1961년 3월 23일 | 1988년 3월 13일 | 53.85       | 23.3                          | 해발 -240 m | 6,900억 엔(약 9조5700억원) | 1,400만      | 홋카이도 신칸센 - 가이쿄선 |
| 채널 터널              |                         | 1986년 5월      | 1994년 5월 6일  | 50.45       | 37.9(해저구간 세계 최고 길이) | 해발-75     | 150억 달러 18조원          | 15,000       | 영국 런던 - 프랑스 파리    |
| 율현 터널              | SRT                     | 2011년          | 2015년 6월 24일 | 50.250      |                               |             |                            |              | 수서 - 평택지제            |

## 문제점
율현터널은 사고 등 비상시에 차량이 들어올 수 있는 소방 통로가 1곳(개통 당시) 뿐이어서, 화재나 테러 등 각종 재난 사고가 발생할 때 매우 취약할 수도 있다. 

## 신갈 단층
수서고속철도의 율현터널은 수서역에서 동탄까지 약 30 km구간을 신갈 단층을 따라간다. 신갈 단층은 수서고속철도 노선과 거의 평행하게 위치하며 다수의 파생 단층이 노선과 교차하고 있다. 율현터널 구간의 단층대 중 단층토사 및 각력의 함량이 84~100%에 이르며 매우 불량한 암반상태를 보이는 구간도 있다. 신갈저수지 부근에서 탄성파 탐사 실시 결과 경사각 70~85°의 소규모 파생 단층이 다수 발견되었으며 신갈저수지 하상에서  전기 비저항 탐사(Dipole-Dipole Array Geoelectric Survey) 결과 남-북 방향으로 폭 15~30 m의 다수의 단층이 분포하는 것이 확인되었다.
2017년 이후 수서고속철도 상의 율현터널에서 궤도가 뒤틀리는 등의 문제가 발생하였다. 원인은 신갈 단층의 영향으로 지반이 불안정한 것으로 추정된다. 그 정도가 가장 심한 곳은 경부고속도로 기흥휴게소 부근으로 바로 옆 기흥저수지를 신갈 단층이 지나간다.
신갈 단층을 통과함으로써 지진이 발생하면 균열이 생길 수 있다.

## 피난 및 방재시설
- 50m 간격으로 비상구까지의 거리를 표시하는 비상 유도등이 설치되어 있다.
- 500m 간격으로 소화기, 비상전화가 배치되어 있다.
- 비상시 외부로 대피할 수 있는 수직구 16곳이 있다.
- 긴급차량 통행이 가능한 수직구 4곳에 차량용 리프트가 설치되어 있다.

## 같이 보기
- 고트하르트 베이스 터널
- 세이칸 터널
- 채널 터널
- 수서평택고속선
- 수도권 광역급행철도 A선
- 금정터널
- 솔안터널
- 원효터널
- 신갈 단층